# Odontostomias masticopogon
Odontostomias masticopogon är en fiskart som beskrevs av Norman, 1930. Odontostomias masticopogon ingår i släktet Odontostomias och familjen Stomiidae. Inga underarter finns listade i Catalogue of Life.